# دراب (دلغان)
دراب (بالفارسية: دراب) هي قرية تقع في قسم جلغة تشاة هاشم الريفي (مقاطعة دلغان) في إيران. يقدر عدد سكانها بـ 34 نسمة بحسب إحصاء 2016.